# Пенн и Теллер: Чушь собачья!
Пенн и Теллер: Чушь собачья! (англ. Penn & Teller: Bullshit!) — американское документальное шоу с элементами комедии, выходившее в эфир с 2003 по 2010 год на телеканале Showtime. Дуэт иллюзионистов, Пенн и Теллер, при помощи различного рода экспертов и юмора показывают, что чушь — повсюду. В программе задевается множество социальных проблем, от экстрасенсов и нетрадиционной медицины до экологических проблем и толкования Библии.
Шоу является самым продолжительным из тех, которые транслировались по телеканалу Showtime. Оно вышло на мировой уровень и транслировалось далеко за территорией США, от Великобритании до Австралии. Шоу было положительно оценено критиками, а также получило множество номинаций и несколько наград.

## Список серий
- Список серий «Пенн и Теллер: Чушь собачья!»[англ.]